# Gymnázium Českolipská
Gymnázium Českolipská (oficiálně Gymnázium, Praha 9, Českolipská 373) je osmileté a čtyřleté gymnázium s všeobecným zaměřením na sídlišti Prosek v Praze 9. Vzniklo v roce 1994 v budově bývalé ZŠ. V současnosti[kdy?] zde studuje 615 studentů v 20 třídách; každý rok se nabírají dvě třídy osmiletého studijního cyklu a jedna třída čtyřletého cyklu. Od školního roku 2023/2024 se do čtyřletého cyklu nabírají dvě třídy. V prvním ročníku osmiletého studia byla od školního roku 2007/2008 zahájena výuka podle školního vzdělávacího programu. Zřizovatelem školy je hlavní město Praha.
Ředitelkou je PaedDr. Věra Ježková, jejími zástupci jsou Mgr. Jaromír Kozel a Mgr. Stanislav Hrnčíř. 
Gymnázium přijímá studenty podle výsledků státních přijímacích zkoušek, které pořádá CERMAT.

## Vybavení
- učebna s výpočetní technikou a připojením na internet
- klimatizace ve většině učeben
- laboratoře chemie, biologie a fyziky
- multimediální učebny chemie, zeměpisu a dějepisu
- knihovna a studovna s připojením na internet
- tělocvičny a venkovní víceúčelové hřiště s umělým povrchem
- školní jídelna s výběrem ze tří jídel
- školní Wi-Fi
- turnikety s identifikační čipovou technologií (karta ISIC) pod dohledem kamerového systému

## Školní aktivity
- plavání pro studenty sekund a maturitních ročníků v rámci TV
- každoroční úvodní adaptační soustředění pro studenty prvních ročníků
- lyžařské kurzy pro studenty sekund, kvint a 1. ročníku 4letého gymnázia (dle zájmu studentů také výběrový lyžařský kurz v Rakouských Alpách)
- cyklistický kurz pro studenty sext resp. 2. ročníku 4letého gymnázia
- exkurze a poznávací zájezdy po celé ČR a také do zahraničí (Anglie, Německo, Francie, Belgie, Polsko)

## Mimoškolní aktivity
- Maturitní ples
- Imatrikulační ples (oba plesy se konají v Kongresovém centru na stanici metra Vyšehrad)
- Vánoční koncert v Salesiánském divadle v Kobylisích
- Divadelní akademie v Divadle Za Plotem v Bohnicích
- Sběr papíru
- Sportovní olympiády a turnaje
- Účast na různých akcích a soutěžích
- Sportovní a umělecké kroužky, při škole též do června 2015 působil muzikálový soubor OKAP-PAKO
- Dny otevřených dveří
- Výtvarné dílny, táborák
- …další aktivity pod záštitou studentů nebo SRPŠ